# Гилянское ханство
Гилянское ханство — феодальное государство, существовавшее в Иране с 1747 по 1802 год. Столица — город Решт.

## История

### Ранняя история
После удачной для России русско-персидской войны 12 сентября 1723 года Гилянская область отошла к России. К концу русско-турецкой войны 1735—1739 она была возвращена Персии с целью организации альянса против Турции.

### Образование Гилянского ханства
Основателем Гилянского ханства был Амир-Гуне-хан Афшар (1747—1748) из оймага Амирлу Афшарского племени. В 1748 году Ага Сафи Гиляни с помощью местных жителей овладел Гиляном и присоединили его к своим владениям. Амир-Гуне-хан был вынужден бежать в Халхальское ханство.
В 1748 году в связи с вторжением феодального владетеля Фумена Гидаят-Уллах-хана Ага Сафи бежал в Мазандаран и обратился к Мухаммед-Гасан-хану Каджару с просьбой о покровительстве.
Мухаммед-Гасан-хан Каджар стал правителем Мазендерана и Гиляна, и принимал участие в походах против Зендов. Однако в 1760 г. он потерпел поражение и был обезглавлен Карим-ханом Зендом, а в 1762 году молодой Ага-Мухаммед с братьями был отправлен заложником к Карим-хану в Шираз. Карим-хан обращался с ним хорошо и даже женился на одной из его родственниц.
Гидаят-Улла-хан для нормализации отношений с Керим-хан Зендом выдал свою дочь Абу-л-Фатх-хану сыну Керим-хана.
Керим-хан Зенд, захватив в 1763 году южную часть Азербайджана, завершил объединение Ирана.
В 1780 году 17 мая правитель Ардебильского ханства Назарали-хан Саруханбейлу-Шахсеван, выступив в нескольких направлениях, захватил Решт.

Генерал-поручик Александр Суворов 28 июля 1780 года пишет: «
При взятии Назар-Али-ханом Ряшта Гедает-хан спасся на судне и вплыл в устье реки Сефитрыд, лежащей от Рящта в десяти часах к стороне Мазендерана; и писал к хальхальскому Амир-Гуне-хану, живущему от Рящта в 150 верстах к стороне Тевриза о вспоможении и обещая все им требуемое исполнить; Амир-Гуна-хан, якобы по просьбе сей прибыв с войском под Рящт, выгнал из оного Назар-Али-хана шахсеванского и по-прежнему отдал оный город в правление Гедает-хану; Назар же Али-хан, видя себя не в силах сделать сопротивление хальхальскому хану, пред выходом своим выжег все строение и сады в городе; но о сем известии подтверждения ожидать надлежит
».
Генерал-поручик Александр Суворов, Астрахань.
Ага-Мухаммед-хан, бежав из Исфахана, припыл в Астрабад. Укрепившись вначале в Астрабаде, он оттуда в результате длительной и полной превратностями жестокой борьбы сумел подчинить себе Исфахан, Йезд, Керман, а затем и Шираз. С течением времени он стал самым сильным из ханов Ирана и был близок к подчинению себе всего Ирана. Ага-Мухаммед-хан вел упорную борьбу также и за обладание всем южным побережьем Каспийского моря. Здесь, в Гиляне, он встретил решительное сопротивление со стороны Гидаят-улла-хана Гилянского, а потом Муртаза Кули-хана; своего родного брата.
В сентябре 1787 г. при поддержке русской флотилии Муртаза-кули-хан вернулся в Гилян. Ага-Мухаммед прервал свой поход на юге Ирана и поспешил на север, где разбил войска брата. Муртаза, лишенный своих владений, вновь бежал в Россию.
Ага-Мухаммед-хан поручил управление Гиляном Сулейман хану Кованлу-Каджару. Муртаза обратился за помощью к Фатали-хану. В 1788 г. войска Фатали-хана одержали победу над каджарами, овладели городом Рештом и выгнали из Гиляна войска Ага-Мухаммед-хана Каджара.
Фатали-хан Кубинский, учитывая растущую угрозу с юга, оказывал значительную помощь и поддержку Гидаят-Улла-хану гилянскому. Он дважды помог ему возвратить
владения. После гибели в сентябре 1786 г. Гидаят-Улла-хана Гилянского Фатали-хан прстарался утвердить в Гиляне Муртаза-кули-хана. В декабре 1787 г. Муртаза-Кули-хан, получивший от Фатали-хана войско, при содействии талышинцев овладел Гиляном.
В 1802 году Гилянское ханство было завоёвано каджарами.

## Гилянские ханы
- Амир-Гуне-хан Афшар, (1747—1748)
- Ага Сафи Гиляни (1748)
- Гидаят-Уллах-хан, (1748—1802)